# Aliá desde la Unión Soviética en la década de 1970

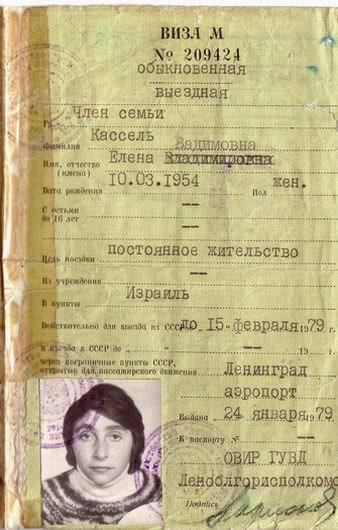
Visado soviético de salida tipo 2. Se les concedió a los que recibieron permiso para salir de la URSS para siempre. No todos los ciudadanos podían recibir estos visados

En la década de 1970 una hubo una gran ola de inmigración de judíos desde la Unión Soviética hacia Israel.

## Antecedentes
Una emigración en masa era políticamente indeseable para el régimen soviético. En la estela de la victoria israelí en la guerra de los Seis Días en 1967, la URSS rompió las relaciones diplomáticas con el Estado judío. Al mismo tiempo, se inicia una agresiva campaña de propaganda antisionista realizada por el estado, a través de los medios de comunicación masivos controlados por el estado, y el surgimiento del antisemitismo soviético fueron acompañados por una brutal discriminación a los judíos. A finales de 1960, la vida cultural y religiosa judía en la Unión Soviética se había convertido prácticamente imposible, y la mayoría de los judíos soviéticos no religiosos fueron asimilados.
Esta nueva ola de antisemitismo patrocinado por el estado, por una parte, y el sentido de orgullo para la nación judía por haber obtenido una aplastante victoria sobre los ejércitos árabes armados por los soviéticos, por otro, despertaron los sentimientos sionistas de los judíos soviéticos.
A muchos se les negó formalmente el permiso de salida. Una excusa típica dada por el OVIR (ОВиР: Отдел Виз и Регистрации, transliterado como Otdel Viz i Reg(u)istratsii, "Oficina de visados y registro"), el MVD era el departamento responsable de la emisión de los visados de salida, era que a las personas que habían tenido acceso en algún momento de sus carreras a información vital de seguridad nacional sobre la Unión Soviética no se les podía permitir salir del país.

### El aumento en el número de inmigrantes
Después del asunto Dymshits-Kuznetsov en 1970 y la represión que siguió, a partir de este incidente hubo fuertes condenas internacionales, esto indujo a las autoridades soviéticas aumentar la cuota de emigración. En los años 1960-1970, solo 4000 personas abandonaron la URSS, en la década siguiente, la cifra aumentó a 250 000.
En 1972 la URSS impuso el llamado impuesto al título sobre los posibles emigrantes que recibieron la enseñanza superior en la URSS. En algunos casos, la tasa ascendió a veinte sueldos anuales. Esta medida fue diseñada aparentemente para combatir la fuga de cerebros causada por la emigración creciente de judíos soviéticos y otros miembros de la intelectualidad a occidente. A raíz de las protestas internacionales, el Kremlin revoco el impuesto, pero siguió imponiendo esporádicamente varias limitaciones. Muchos de los judíos que se les permitió salir a Israel optaron por otros destinos, especialmente los Estados Unidos.

## La política de inmigración de la URSS
La persona que solicitaba salir de la URSS tenía que solicitar un visado, lo que se solicitaba en una carta a un miembro de la familia que vivía en el país y que estaban interesados en emigrar a dicho territorio. La persona que enviaba el visado estaría obligado a mantener a su familiar. La solicitud del miembro de la familia debía ser ante notario en el país de origen y a continuación, dirigido al miembro de la familia que vivía en la URSS. La persona que solicitaba la visa luego tendría que ir al departamento del Ministerio de Asuntos Internos, llamado "OVIR" (la oficina de visados, los registros del Ministerio de Asuntos Internos). En el Ministerio de Asuntos Internos se tenía que enviar todo tipo de documentos, que además se incluían cuestionarios, y se solicitaba completar preguntas impertinentes que no eran agradables para exponer.
A continuación, debía informar a todos los factores a la que estaba relacionado en su deseo de irse de la URSS. Entonces tenían que llevar una "jarakterístika", una especie de carta de recomendación del jefe de su lugar de trabajo. Para obtener la visa también se tenía que conseguir las aprobaciones de las escuelas infantiles y de la comunidad local, donde estaba viviendo. Una aprobación que no tenía ninguna deuda económica dentro de la URSS, una aprobación de los padres e incluso una aprobación de la pareja divorciada por si la persona que solicitaba el visado se hubiera divorciado. Si el emigrante era miembro del partido, tenía que obtener una aprobación de las oficinas locales del partido y del sindicato profesional que estaban de acuerdo en que dejara el país. Después de todas las aprobaciones fueran entregadas, y todos los afiliados a la persona que solicita el visado se les hubiera notificado de su intención de abandonar el país, todos los documentos eran entregados a la "OVIR", con un pago adicional de cuarenta rublos soviéticos.
Normalmente una respuesta oficial a la solicitud, llegaba después de medio año. Si la respuesta era positiva, entonces el solicitante tenía que entregar la aprobación de que los niños han dejado sus escuelas, y que se había dejado el lugar de trabajo y que el apartamento había sido vendido. Durante la Guerra de los Seis Días, la ola de inmigración de la Unión Soviética casi se detuvo por completo, y además las autoridades no aceptaron ninguna de las solicitudes de visas de emigración a Israel. La razón se debía a que la URSS apoyó a los estados árabes durante la guerra, y debido a una disociación de las relaciones diplomáticas con Israel. En 1971 la ola antisionista alcanzó un récord, y aun así, durante este año se hizo una decisión en el nivel superior de la toma de decisiones en la concesión de permisos a los judíos para emigrar. El deseo de reducir la expansión de la actividad sionista pudo haber influido en la administración de creer que si se les permitiese salir sería bueno. La URSS deseaba mejorar las relaciones con Occidente, y para aumentar la interacción económica legitimado la idea de abrir puertas. Esto pudo haber sido el factor principal en todo el año que afectó a la apertura y el cierre de la llave de inmigración desde la URSS.

## Factores de esta inmigración
La aplastante victoria de Israel durante la Guerra de los Seis Días, llevó a un giro en el pensamiento de los judíos de la URSS. La victoria aumentó su sentimiento de orgullo nacional entre ellos. Por otra parte, aumentó su sentimiento de alienación con la URSS, que tenía un pacto con los países árabes durante el curso de la guerra. Después de la guerra los judíos soviéticos comenzaron a enviar cartas a las autoridades soviéticas en la demanda de dejarlos viajar a Israel. Excepto por el despertar de las emociones nacionales entre los judíos de la Unión Soviética, también hubo otras razones para que ellos escojan para emigrar:
- Los judíos fueron objeto de discriminación en las instituciones de educación superior (en una política conocida como numerus clausus), instituciones gubernamentales, y en el progreso profesional.
- El antisemitismo y la propaganda antisionista era común en los medios de comunicación soviéticos.
- Muchos judíos estaban insatisfechos con la política y económica.
- El aumento de nacionalismo entre las naciones soviéticas brotó en algunos judíos en cuenta su derecho a una identidad nacional.
- Hubo un aumento de la comunicación entre los judíos soviéticos y el resto del mundo judío.

## La absorción de la oleada de inmigración
Durante la década de 1970, alrededor de 163.000 personas inmigraron a Israel desde la URSS, la mayoría de la ola de inmigración ocurrió en realidad entre los años 1969 a 1973. En comparación con los otros inmigrantes que viajaron a Israel durante el mismo período de tiempo, se informa de que los inmigrantes de la URSS sentían una fuerte conexión con Israel, y la mayoría pensaba estar destinado a permanecer en el país.
En comparación con los inmigrantes que llegaron de los países occidentales, un porcentaje menor de los inmigrantes de la URSS informaron de que estaban insatisfechos con su empleo. En el aspecto de encontrar un empleo, solo un tercio de los trabajadores respondió que el Estado les ayudó a encontrar trabajo. Desde el punto de vista social, los inmigrantes de la URSS tendieron a generar más conexiones sociales con los nuevos inmigrantes como ellos que con los nativos locales.
Los inmigrantes de la URSS durante los años sentían que el aprendizaje de la lengua hebrea era casi tan importante como encontrar vivienda y empleo, y por lo tanto, lo consideraban una prioridad. Escuelas de idiomas ("ulpán") fueron creados por el país y estaban disponibles de forma gratuita para los inmigrantes, que les ayudó a aprender el idioma hebreo.
En el campo de la vivienda la mayor parte de los inmigrantes consideraron que las condiciones no eran peores que las condiciones de vivienda que tenían en la URSS y una pequeña parte, incluso sentía una mejora del nivel de la vivienda en Israel, en comparación con la URSS. Al llegar a Israel, los inmigrantes se establecieron en una variedad de ciudades, incluyendo Petah Tikva, Hadera, Nes Tziona, Beerseba, Tiberíades y Netanya.
Era muy probable que los inmigrantes que vivían en barrios mixtos con los israelíes nativos se absorbieran mejor que los que vivían solamente en barrios de inmigrantes. Los inmigrantes que vivían en los barrios mixtos con los israelíes nativos y se involucraron más con los israelíes veteranos, aprendieron el idioma más rápido, y la mezcla social era más prevalente.